# 서훈 (1942년)
서훈(徐勳, 1942년 4월 30일~)은 대한민국의 정치인으로 제14·15대 국회의원이다.

## 이력
경북대학교 법대 재학시 총학생 회장으로 6.3 한일 굴욕회담 반대 투쟁을 주도하였고 ROTC 대위로 전역한 이후 신민당 시절 김영삼 의원 보좌관으로 정치에 입문했다. 이후 대구에서 신민당, 통일민주당 공천으로 국회의원에 출마하였으나 번번히 낙선하였다. 영남지역 재야 민주화 운동 지도자로 교육에도 관심이 높아 가난한 지역학생들을 위해 팔공 재건학교와 같은 야학을 오랬동안 운영하였다. 1990년에 김영삼 총재가 3당 합당을 선언하고 민주자유당을 창당했을 때 이를 민주화 세력에 대한 배신으로 규정하고 오랜 정치적 후원자였던 김영삼 총재와 결별하게 된다.
1988년 제13대 국회의원 선거에서는 통일민주당 소속으로, 1992년 제14대 국회의원 선거에서는 통일국민당 공천으로 출마해 낙선했으나, 1993년 문민정부 초기에 공직자 재산공개로  박준규 당시 국회의장이 의원직 사퇴를 선언해서 치러진 보궐선거에서 민주자유당 노동일 후보에 신승하면서 국회에 입성한다. 당시 지역감정이 억세기로 소문난 대구 지역 유일의 야당 당선자여서 화제를 모았고, 자전거를 타고 국회에 출근하며 타 국회의원들이 언급하기 꺼려하는 국정사항에 대해 과감하게 질의하는 등의 소신 행보로 화제를 모은다.
이를 기반으로 1996년 제15대 국회의원 선거에서 재선에 성공한 뒤 2000년 제16대 국회의원 선거에서 한나라당의 공천을 신청했으나 1997년 15대 대선 당시 이회창 총재의 비토론자였다는 이유로 낙천되었고, 이 후 김윤환을 따라 민주국민당으로 출마했으나 낙선한다.
이 후 국민통합21을 거쳐 한나라당에 복당해 2004년 제17대 국회의원 선거과 2005년 재보궐선거에 잇달아 공천신청을 했으나 낙천되었다.
가족으로는 처 김리례와의 사이에 2남 1녀(첫째 서정진, 둘째 서정현, 세째 서정봉)를 두었다.

## 역대 선거 결과
|  | 19.78% |

|  | 42.59% |

|  | 45.40% |

|  | 30.27% |

|  | 7.81% |